# Коле Санта Марија (Терамо)
Коле Санта Марија (итал. Colle Santa Maria) је насеље у Италији у округу Терамо, региону Абруцо.
Према процени из 2011. у насељу је живело 66 становника. Насеље се налази на надморској висини од 208 м.